# Anthony Penrose
Pour les articles homonymes, voir Penrose.
Antony William Roland Penrose, né le 9 septembre 1947, est un photographe britannique. Fils des photographes Roland Penrose et de Lee Miller, il est le directeur des archives Lee Miller et de la collection Penrose, situées dans l'ancienne maison de ses parents, Farley Farm House.

## Biographie
Antony Penrose est né le 9 septembre 1947 à Londres. Il est le fils de Lee Miller, mannequin, photographe d'art et célèbre correspondante de guerre, et de Roland Penrose, artiste surréaliste, poète et écrivain qui a cofondé l'Institute of Contemporary Arts (ICA) en 1947.
Son grand-père est le peintre irlandais James Doyle Penrose, et sa grand-mère est la fille du philanthrope Lord Peckover. Son oncle est le polymathe Lionel Penrose, dont les enfants comptent le physicien Oliver Penrose, le mathématicien et physicien Sir Roger Penrose, le grand maître d’échecs Jonathan Penrose et la généticienne Shirley Hodgson,

## Publications
- The Lives of Lee Miller, Londres, Thames & Hudson, 1988  (ISBN 978-0-03-005833-2).
- avec David E. Sherman : Lee Miller's War: Photographer and Correspondent with the Allies in Europe, 1944–45, Boston, Bulfinch Press. Condé Nast Books, 1992, 208 p.  (ISBN 978-0-8212-1870-9).
- avec Alen MacWeeney : The Home of the Surrealists: Lee Miller, Roland Penrose, and Their Circle at Farley Farm, Londres,Frances Lincoln, 2001  (ISBN 978-0-7112-2832-0).
- Roland Penrose: The Friendly Surrealist, Munich et New York, Prestel, 2001  (ISBN 978-3-7913-2492-0).

### Livres pour la jeunesse
- The Boy Who Bit Picasso, Londres, Thames & Hudson, 2010  (ISBN 978-0-500-23873-8).
- Miró's Magic Animals, Londres, Thames & Hudson, 2016  (ISBN 978-0-500-65066-0).